# Ненчев, Николай
Николай Нанков Ненчев (болг. Николай Ненчев; род. 11 августа 1966, Ямбол) — болгарский политик, лидер партии Болгарский земледельческий народный союз, государственный деятель, министр обороны Болгарии (2014—2017).

## Биография
Изучал право и политологию в Софийском университете. Юрист, магистр права и политологии, специалист международных отношений.
Со студенческих лет участвовал в демократических движениях. Выступал с призывом к Национальному собранию Народной Республики Болгарии восстановить запрещённый в 1947 году Болгарский земледельческий народный союз «Никола Петков».
В ноябре 1989 года был избран председателем Независимого студенческого общества. Участвовал в общенациональных митингах и собраниях, которые привели к созданию Союза демократических сил, частью которого является Болгарский сельскохозяйственный народный союз «Никола Петков».
В 1992 году стал членом правления Болгарского земледельческого народного союза, а с 1994 года — председателем Сельскохозяйственного союза молодежи. Указом Президента Республики Болгария Петра Стоянова был назначен руководителем кабинета вице-президента Тодора Кавалджиева.
Основатель и вице-президент Ассоциации евроинтеграции, координатор Программы трансграничного сотрудничества и европейской интеграции стран Юго-Восточной Европы. Ассоциация была создана для поддержки процесса вступления Болгарии в Европейский Союз.
С 2003 года — доцент, преподаватель Новогом болгарского университета. С 2007 году — сотрудник юридического комитета по конституционным вопросам и Комитета по внешней политике вропейского парламента.
В 2011 году стал председателем Болгарского земледельческого народного союза. В 2014 году избран депутатом Народного собрания Болгарии.
С 7 ноября 2014 по 26 января 2017 года занимал пост министра обороны Республики Болгария. В этом качестве принимал участие во всех сессиях и встречах НАТО и ЕС занимая, выраженную евроатлантическую позицию.